# SK Tichá
SK Tichá je český fotbalový klub v obci Tichá v okrese Nový Jičín, který byl založen v dubnu roku 1944. Klub je účastníkem I. A třídy Moravskoslezského kraje – skupiny B (6. nejvyšší soutěž).
Největším úspěchem klubu je účast v krajském (župním) přeboru v sezónách 2001/2002 a 2002/2003. Vítězství v poháru Moravskoslezského krajského fotbalového svazu (MSKFS) v sezóně 2023/2024. Účast v MOL Cup 2024/2025. Fotbalové hřiště v Tiché má kapacitu 1 000 míst.

## Historie
První průkopníci fotbalu se v obci objevují již ve dvacátých letech 20. století, věnovali se mu také někteří členové tělovýchovné jednoty Sokol Tichá. Ale fotbal byl zatím považován za jeden z méně hodnotných sportů. V době druhé světové války hledala mládež útěchu ve fotbalu. Příznivců tohoto sportu stále přibývalo, a tak v roce 1943 začali nadšenci fotbalu budovat hřiště v dolní části obce na pozemku pana Šrámka. Na úpravě hřiště se pracovalo velmi intenzivně, aby mohlo být co nejdříve otevřeno. Činnost fotbalových nadšenců bylo nutno řídit. Tak byl v dubnu 1944 založen samostatný fotbalový klub S.K. Tichá. Na historicky první utkáni byl pozván divizní SK Beskyd Frenštát, právě při otevření hřiště. Toto první utkáni tichavských fotbalistů skončilo výsledkem 11:1 pro hosty z nedalekého Frenštátu od Radhoštěm.
Hřiště SK Tichá vybudované v roce 1944 postupem času nevyhovovalo potřebám tělovýchovné jednoty. Ve spolupráci MNV Tichá, orgánu tělovýchovy a TJ se započalo s výstavbou nového sportoviště. Přípravné práce začaly v roce 1967, s vlastní výstavbou v roce 1968. Sportoviště bylo vybudováno a na jeho výstavbě se podíleli nejen členové TJ, ale i mnoho občanů z Tiché. Nový sportovní stánek byl slavnostně předán do užívání TJ při sportovním dni 1. července 1973.
V sedmdesátých létech se zvyšovala aktivita v oddílu kopané. Ke každému družstvu je získán školený trenér, zvyšuje se náročnost a kvalita trenérské práce. Projevuje se také zlepšení podmínek TJ, hlavně zásluhou MNV Tichá. V letech 1973–1975 působilo v Tiché také ženské družstvo.
Cílevědomá práce přináší své ovoce. Družstva dorostu a mužů postupují do Okresního přeboru v mistrovské sezóně 1977/1978. Po ukončení soutěže v červenci 1978 byl uspořádán sportovní den, jehož součástí byl přátelský zápas v kopané TJ Sokol Tichá – Baník Ostrava.
V krajském přeboru se Tichá mohla těšit z velké přízně fanoušků, kteří navštěvovali ve velkém počtu jak domácí, tak také venkovní zápasy. Nebudeme-li počítat okolní derby, jednoznačně největší návštěva přišla do Tiché na jaře roku 2002. Utkání s mužstvem FC Hlučín sledovalo více než dva tisíce diváků. Ve zmíněném utkání se z vítězství 2:1 radoval tým Hlučína.
V roce 2014 probíhaly oslavy 70 let oddílu, při kterých zde v rámci zápasu „All Stars Tichá“ vs. „FC Baník Ostrava – stará garda“ hráli hráči jako René Bolf, David Bystroň, Petr Veselý, Tomáš Vrťo, Michal Daněk či Petr Samec.
V sezóně 2021/2022 se klub stal mistrem I. B třída Moravskoslezského kraje – sk. D a postoupil podruhé ve své klubové historii do I. A třídy Moravskoslezského kraje.
30. září 2023 se hráči SK Tichá poprvé v historii objevili v televizním zápase stanice čt sport v projektu FAČR Fotbal ŽIVĚ před kamerami České televize, a to na hřišti v Kozlovicích. 1551 platících diváků vidělo v tomto utkání jedinou branku a vítězství domácích Kozlovic 1:0.
V sezóně 2023/2024 vyhrál klub SK Tichá potřetí ve své klubové historii pohár OFS Nový Jičín (1997, 2014, 2024) a následně poprvé i pohár Moravskoslezského krajského fotbalového svazu (MSKFS). Vítězstvím si tak zajistil účast v předkole MOL Cup 2024/2025. 
V roce 2024 oslavil klub SK Tichá 80 let od svého založení.

## Umístění v jednotlivých sezonách
Stručný přehled
- 2004–2005: I. A třída Moravskoslezského kraje – sk. B
- 2005–2022: I. B třída Moravskoslezského kraje – sk. D
- 2022–: I. A třída Moravskoslezského kraje – sk. B

Jednotlivé ročníky
Legenda: Z - zápasy, V - výhry, R - remízy, P - porážky, VG - vstřelené góly, OG - obdržené góly, +/- - rozdíl skóre, B - body, červené podbarvení - sestup, zelené podbarvení - postup, fialové podbarvení - reorganizace, změna skupiny či soutěže
| Česko (2004– ) |                                            |        |    |    |   |    |    |    |     |    |        |
| Sezóny         | Liga                                       | Úroveň | Z  | V  | R | P  | VG | OG | +/- | B  | Pozice |
| 2004/05        | I. A třída Moravskoslezského kraje – sk. B | 6      | 26 | 8  | 5 | 13 | 33 | 57 | -24 | 29 | 13.    |
| 2005/06        | I. B třída Moravskoslezského kraje – sk. D | 7      | 26 | 9  | 7 | 10 | 41 | 45 | -4  | 34 | 8.     |
| 2006/07        | I. B třída Moravskoslezského kraje – sk. D | 7      | 26 | 17 | 1 | 8  | 49 | 31 | +18 | 52 | 2.     |
| 2007/08        | I. B třída Moravskoslezského kraje – sk. D | 7      | 26 | 11 | 3 | 12 | 35 | 44 | -9  | 36 | 7.     |
| 2008/09        | I. B třída Moravskoslezského kraje – sk. D | 7      | 26 | 7  | 6 | 13 | 29 | 54 | -25 | 27 | 11.    |
| 2009/10        | I. B třída Moravskoslezského kraje – sk. D | 7      | 26 | 7  | 2 | 17 | 27 | 70 | -43 | 23 | 12.    |
| 2010/11        | I. B třída Moravskoslezského kraje – sk. D | 7      | 26 | 9  | 2 | 15 | 38 | 67 | -29 | 29 | 13.    |
| 2011/12        | I. B třída Moravskoslezského kraje – sk. D | 7      | 26 | 7  | 7 | 12 | 37 | 51 | -14 | 28 | 14.    |
| 2012/13        | I. B třída Moravskoslezského kraje – sk. D | 7      | 24 | 17 | 2 | 5  | 58 | 18 | +40 | 53 | 1.     |
| 2013/14        | I. B třída Moravskoslezského kraje – sk. D | 7      | 26 | 7  | 6 | 13 | 35 | 48 | -13 | 27 | 12.    |
| 2014/15        | I. B třída Moravskoslezského kraje – sk. D | 7      | 26 | 8  | 6 | 12 | 34 | 40 | -6  | 30 | 12.    |
| 2015/16        | I. B třída Moravskoslezského kraje – sk. D | 7      | 26 | 12 | 5 | 9  | 43 | 34 | +9  | 41 | 6.     |
| 2016/17        | I. B třída Moravskoslezského kraje – sk. D | 7      | 26 | 7  | 9 | 10 | 28 | 35 | -7  | 30 | 10.    |
| 2017/18        | I. B třída Moravskoslezského kraje – sk. D | 7      | 26 | 14 | 5 | 7  | 55 | 33 | +22 | 47 | 4.     |
| 2018/19        | I. B třída Moravskoslezského kraje – sk. D | 7      | 26 | 13 | 8 | 5  | 56 | 30 | +26 | 47 | 3.     |
| 2019/20        | I. B třída Moravskoslezského kraje – sk. D | 7      | 13 | 5  | 4 | 4  | 25 | 17 | +8  | 19 | 6.     |
| 2020/21        | I. B třída Moravskoslezského kraje – sk. D | 7      | 9  | 3  | 1 | 5  | 15 | 18 | -3  | 10 | 8.     |
| 2021/22        | I. B třída Moravskoslezského kraje – sk. D | 7      | 24 | 17 | 4 | 3  | 54 | 21 | +33 | 5  | 1.     |
| 2022/23        | I. A třída Moravskoslezského kraje – sk. B | 6      | 24 | 13 | 1 | 10 | 53 | 41 | +12 | 40 | 5.     |
| 2023/24        | I. A třída Moravskoslezského kraje – sk. B | 6      | 26 | 12 | 3 | 11 | 49 | 38 | +11 | 39 | 8.     |
| 2024/25        | I. A třída Moravskoslezského kraje – sk. B | 6      | 26 | 11 | 3 | 12 | 48 | 44 | +4  | 36 | 6.     |

Poznámky:
- 2019/20: Sezona nedohrána kvůli pandemii covidu-19.
- 2020/21: Sezona nedohrána kvůli pandemii covidu-19.